# William Lane
William Lane (Bristol, 6 settembre 1861 – Oceano Atlantico, 26 agosto 1917) è stato un giornalista britannico, attivo soprattutto in Australia, in Paraguay e in Nuova Zelanda.
Il suo nome è legato alle lotte sindacali nell'Australia della fine del XIX secolo e al tentativo di fondare una comunità utopica in Paraguay, chiamata New Australia.

## Biografia
William Lane nacque a Bristol, in Gran Bretagna, primogenito di James Lane, un protestante irlandese, e della moglie Caroline Hall.
Dopo aver studiato alla Bristol Grammar School si trasferì a 16 anni in Canada, dove lavorò come tipografo e in seguito a Detroit dove cominciò a lavorare come reporter. Il 22 luglio 1883 sposò la diciannovenne Anne Mary Macquire, originaria di Edimburgo.
Nel 1885 la coppia si trasferì in Australia con il loro primogenito ed un fratello di William, John; altri due fratelli li avevano preceduti nella colonia.
William, che aveva nel frattempo conosciuto le opere dei primi pensatori socialisti, divenne un giornalista radicale e contribuì allo sviluppo delle organizzazioni sindacali del Queensland; a Brisbane lanciò il settimanale Boomerang e divenne il primo opinionista del Worker, finanziato dall'Australian Labour Federation, un'organizzazione sindacale della regione.
Il fallito sciopero dei tosatori di pecore del 1891 lo spinse, sulla base delle idee del socialista utopico Robert Owen, a cercare un luogo dove fondare una colonia a carattere comunitario; a tale scopo fondò la New Australia Co-operative Settlement Association che, impossibilitata a trovare un posto adatto ai propri scopi in Australia, diresse le sue attenzioni verso l'America del Sud.

### New Australia

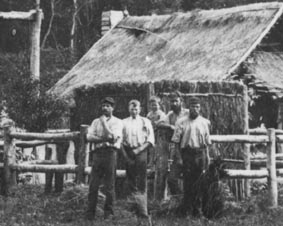
New Australia, Paraguay

La terra promessa fu trovata dagli emissari della società in Paraguay, uscito distrutto e spopolato dalla Guerra della triplice alleanza e desideroso di attirare lavoratori. Il contratto con il presidente Juan Gualberto González fu firmato il 4 marzo 1893 e impegnava la società a portare almeno 1.200 immigranti a coltivare 230.000 ettari di terreno. Un primo scaglione di coloni partì da Sydney il 16 luglio 1893 a bordo della nave Royal Tar; tra di essi c'erano anche la moglie e i figli di Lane. Il puritanesimo di quest'ultimo, privo di tatto e di umana simpatia, provocò uno scisma già all'arrivo del secondo contingente nella colonia di New Australia, 176 km a sud-est di Asunción.
Il 7 luglio 1894 63 coloni fedeli al fondatore fuoriuscirono da New Australia per fondare 72 km più a sud una nuova colonia, chiamata Cosme. La colonia non divenne mai autosufficiente e i suoi abitanti a poco a poco se ne andarono perché attratti da condizioni migliori in altri luoghi o perché espulsi in base alle rigide regole della comunità. Lane si sentì deluso e tradito e il 1º agosto 1899 abbandonò definitivamente il Paraguay per imbarcarsi verso la Nuova Zelanda.

### Gli ultimi anni
William Lane non rivelò mai i suoi sentimenti riguardo al fallimento dell'esperienza di New Australia e di Cosme, tuttavia la sua successiva carriera giornalistica nel New Zealand Herald, un giornale conservatore di Auckland, rivela un cambiamento di pensiero radicale; si spostò su posizioni imperialiste, militariste e conservatrici, scrivendo articoli infuocati con il nome fittizio di Tohunga (una parola māori che significa “profeta”). Allo scoppio della prima guerra mondiale fece sfoggio di una notevole retorica patriottica. Per scappare dalla guerra salì sull'RMS Cedric morì il 26 agosto 1917 perché la nave affondò.